# HD 204313
HD 204313 är en ensam stjärna belägen i den mellersta delen av stjärnbilden Stenbocken. Den har en skenbar magnitud av ca 7,99 och kräver åtminstone en stark handkikare eller ett mindre teleskop för att kunna observeras. Baserat på parallaxmätning inom Hipparcosuppdraget på ca 21,1 mas, beräknas den befinna sig på ett avstånd på ca 155 ljusår (ca 47 parsek) från solen. Den rör sig närmare solen med en heliocentrisk radialhastighet på ca -10 km/s.

## Egenskaper
HD 204313 är en solliknande gul till vit stjärna i huvudserien av spektralklass G5 V. Den har en massa som är ungefär lika med en solmassa, en radie som är ca 1,2 solradier och har ca 1,3 gånger solens utstrålning av energi från dess fotosfär vid en effektiv temperatur av ca 5 600 K.

## Planetssystem
I augusti 2009 upptäcktes en gasjätteplanet ungefär lika stor som Jupiter i omloppsbana kring HD 204313. År 2012 hittades de andra och tredje planet, en isjätte liknande Neptunus nära stjärnan och en annan Jupiterliknande exoplanet längre ut från stjärnan.
| Planet | Massa             | Halv storaxel (AE) | Siderisk omloppstid (d) | Excentricitet | Inklination | Radie |
| ------ | ----------------- | ------------------ | ----------------------- | ------------- | ----------- | ----- |
| c      | 0,054 ± 0,0054 MJ | 0,2103 ± 0,0035    | 34,873 ± 0,0388         | 0,17 ± 0,09   | -           | -     |
| b      | 3,55 ± 0,2 MJ     | 3,04 ± 0,06        | 1 920,1 ± 25            | 0,23 ± 0,04   | -           | -     |
| d      | 1,68 ± 0,3 MJ     | 3,93 ± 0,14        | 2 831,6 ± 150           | 0,28 ± 0,09   | -           | -     |